# 1921年中国
| 中国历史 / 中国历史年表                                                                                                   |
| 世紀： 19世纪中国 / 20世纪中国 / 21世纪中国                                                                               |
| 年代： 1890年代中国 / 1900年代中国 / 1910年代中国 / 1920年代中国 / 1930年代中国 / 1940年代中国 / 1950年代中国大陆         |
| 年份： 1917年中国 / 1918年中国 / 1919年中国 / 1920年中国 / 1921年中国 / 1922年中国 / 1923年中国 / 1924年中国 / 1925年中国 |
| 纪年： 辛酉年（鸡年）、中华民国10年                                                                                       |

## 大事記

### 1月
- 1月1日——北京政府總統徐世昌令准兩廣巡閱使龍濟光辭職，特任為隆威上將軍[1]:1325。孫中山在南京臨時政府成立紀念會上稱：「廣州此時實有建立正式政府之必要」；陳炯明等不贊成，但孫中山之主張得到多數支持[2]:117-118。

### 2月
- 2月1日——晨6時，俄蒙1,000餘人，以一部向大毛篤慶防軍駐地，以大部越向後方小毛篤慶褚旅防地，同時施行攻擊，防軍不支，大毛篤慶即時失陷，匪遂分兵魯布桑和沙基喇嘛以一部約300餘人，將博克多哲布尊丹巴呼圖裹脇而去，送到庫倫城外滿楚什里寺，脇迫蒙古人向當地駐軍進攻[1]:1338

### 3月
- 3月1日——各省眾議院議員初選定於是日舉行，但僅有奉天、江蘇、吉林三省屆時舉行，各地選舉違法舞弊事件層出不窮，民眾紛起告發[1]:1347。

### 4月
- 4月2日——廣州國會非常會議議決取消軍政府，改總裁制為總統制[1]:1359。
- 4月6日——趙恆惕被湖南省議會選為湖南省省長。
- 4月29日——廣州政府外交部長接受《北華捷報》專訪，即明示：「任何人要和我方達成協議，必須同意由他（孫中山）擔任臨時大總統，以待召開國會、正常選舉。我們沒有其他條件。」[3]:313-314

### 5月
- 5月4日——孫中山與唐紹議、伍廷芳、唐繼堯、劉顯世聯名通電，宣布：「中華民國大總統已定五月五日就職，正式政府成立，軍政府即應於是日取消，所有軍政府政務總裁職務，是日應解除。」[1]:1370

### 6月
- 6月4日——浙江督軍盧永祥通電北京政府及各省區，主張各省制定省憲：「先以省憲定自治之基礎，繼以國憲保統一之舊觀。改弦更張，斯入正本清源之道」，旋趙恆惕、盧燾、陳炯明、劉湘、顧品珍、陳樹藩先後復電響應，6月19日徐世昌、靳雲鵬分別派遣吳炳湘、鮑貴卿先後赴浙江疏通盧永祥，6月30日盧永祥通電所屬，主張從速制定省憲[1]:1380。

### 7月
- 7月1日——北京政府教育部通咨各省，施行經國務會議決定之「虞舜卿雲歌」為國歌及新譜，7月6日教育部復呈准施行國歌正譜及燕樂、軍樂譜各篇[1]:1391。
- 7月24日——孫中山與宋慶齡在廣州出席「出征軍人慰勞會」[4]:137。

### 8月
- 8月2日——徐世昌任命王景歧為駐比利時特命全權公使[1]:1404。

### 9月
- 9月1日——趙恆惕乘英輪抵岳州，同吳佩孚在英艦議和，締結暫時休戰辦法九條，湘軍自湖北撤退，湘軍援鄂之戰結束[1]:1419。

### 10月
- 10月1日——廣州政府就澳門事件向駐粵葡萄牙領事提出四項要求：一、葡艦先開炮，應向中國道歉，二、懲辦肇事軍官，三、葡萄牙各種船只不得駛過銀坑灣仔華界，四、澳門須定期禁賭；孫中山復函章太炎，告知正籌備北伐出師計劃，望以正誼之力，阻止北京政府之賣國殃民行為[1]:1430。

### 11月
- 11月1日——孫中山復函章太炎，告以即將督師北伐，望發讜論遏止北廷賣國殃民之行動：「他日收效之宏，當不讓辛亥。」[1]:1443

### 12月
- 12月1日——華盛頓中國留美學生赴北京政府代表團辦公處，勸阻代表中止參加中日山東問題會外談判，顧維鈞、王寵惠稱：「不能傷英美感情」，加以拒絕，學生怒斥顧、王為賣國賊[1]:1455。